# Annerveenschekanaal
Annerveenschekanaal (Drents: Annerveensekenaol) is een Nederlands dorp in het noordoosten van de Drentse gemeente Aa en Hunze, op de grens met de provincie Groningen. In 2023 telde het dorp 400 inwoners.
In het dorp, dat gekenmerkt wordt door boerderijen en herenhuizen, bevinden zich een voormalig Nederlands Hervormd boerderijkerkje uit 1836 en Annerzathe, een landhuis uit 1878 omringd door een grote landschapstuin. Tot augustus 2015 was er een openbare basisschool (De Badde) in Annerveenschekanaal.
Annerveenschekanaal is ontstaan als een veenkolonie. Het bestaat hoofdzakelijk uit lintbebouwing aan de oostkant van het Grevelingskanaal. Het kanaal is genoemd naar Lambartus Grevijlink, mede-eigenaar van de Annerveensche Heerencompagnie die de hoogvenen in dit gebied heeft ontgonnen. Naar hem is ook een herenhuis in het dorp vernoemd, het het Grevylinkhuis (ook Grevelinkshuis). Eind negentiende eeuw vormde het kanaal een belangrijke transportroute en was het dorp volledig ingesteld op de binnenvaart. Dat is inmiddels verleden tijd. Het kanaal, met zijn kleine bruggetjes en bomenrijen aan weerskanten, maakt Annerveenschekanaal tot een karakteristieke veenkoloniaal dorp van Drenthe. Het kanaal is opgenomen in een nieuwe vaarroute die wordt aangelegd tussen het Zuidlaardermeer en Bareveld.
Het dorp maakt deel uit van het beschermde dorpsgezicht Annerveenschekanaal/Eexterveenschekanaal en telt een viertal rijksmonumenten.

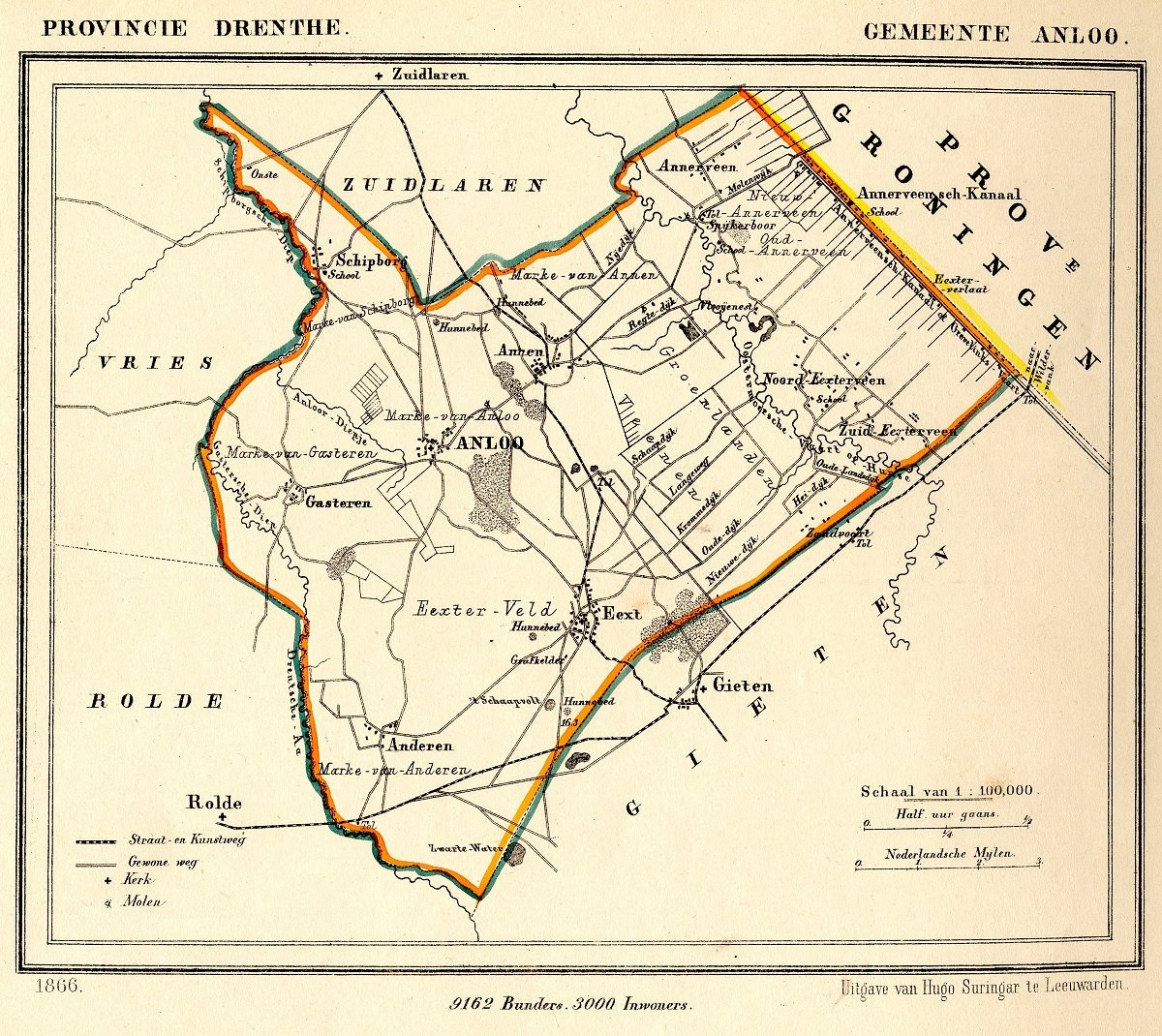
"Annerveensch-Kanaal" en de "Grevelinks-Vaart" op een kaart van de gemeente Anloo uit 1866

Drenthe: Steden en dorpen      Nederland: Provincies · Gemeenten